# Leo M. Gard
Leo Michael Gard (* 18. September 1911 in Lockweiler; † 8. Juni 1976 in Trier) war ein deutscher Archäologe und Journalist. 

## Werdegang
Gard wurde als Sohn eines Postschaffners geboren. Spätestens 1920 siedelte die Familie nach Trier über, wo er das Friedrich-Wilhelm-Gymnasium besuchte. Durch seinen archäologisch interessierten Lehrer Josef Steinhausen dürfte, wie auch bei einigen anderen Absolventen der Schule in diesen Jahren, Gards Interesse an alten Sprachen und Archäologie geweckt worden sein. Nach dem Abitur 1930 studierte er zunächst in Köln Klassische Philologie und später in Tübingen Klassische Archäologie und Alte Geschichte. 
Als Thema für seine Dissertation wählte Gard römische Terra Sigillata, wohl weil gerade zu dieser Zeit in seiner Heimatstadt Trier eine Grabung durchgeführt wurde, die antike Töpfereien am Moselufer untersuchte. Während der Grabungsarbeiten 1933 bis 1935, die Gard als örtlicher Grabungsleiter des Rheinischen Landesmuseums betreute, gelangen tatsächlich neue Erkenntnisse, die er in seiner 1937 bei Carl Watzinger eingereichten Dissertation „Beiträge zur Kenntnis der Reliefsigillata des III. und IV. Jahrhunderts“ verwenden konnte. Darin legte er dar, dass die zur Herstellung von Bilderschüsseln verwendeten Formen oft über einen sehr langen Zeitraum benutzt wurden und folglich die entsprechenden Gefäße keine eng begrenzte Datierung archäologischer Befunde ermöglichten. 
Diese Erkenntnis wurde von der Fachwelt zunächst nicht akzeptiert und es gelang Gard auch nicht, seine Arbeit zu veröffentlichen. Durch Kriegsdienst als Frontsoldat im Zweiten Weltkrieg konnte er seine wissenschaftliche Tätigkeit zunächst ohnehin nicht mehr fortsetzen, auch wenn er sich weiterhin um eine Drucklegung seiner Arbeit bemühte. Diese kam jedoch auch nach dem Kriegsende nicht zustande, wohl (unter anderem) weil die Fachwelt seiner These nach wie vor kritisch gegenüberstand. Allerdings wurden Gards Erkenntnisse in jüngerer Zeit durch neuere Forschungen weitgehend bestätigt. Typoskript und Zeichnungen seiner Dissertation übergab er später dem Rheinischen Landesmuseum Trier, eine Veröffentlichung der bis heute nicht überholten Arbeit wurde 2011 angekündigt.
Nach dem Krieg konnte Gard auch beruflich in der Archäologie nicht mehr Fuß fassen, so dass er, seit 1950 wieder in Trier lebend, sich als Journalist (vor allem für die Trierische Landeszeitung) betätigte, um seinen Lebensunterhalt zu verdienen. Seit den 1960er Jahren war er zudem nebenamtlicher Betreuer des Archivs und der Bibliothek der Oberpostdirektion Trier und veröffentlichte verschiedene Aufsätze zur Post- und Regionalgeschichte. 